# Ростам Фарохзад
Ростам Фарохзад (персијски: رستم فرخزاد‎) је био ирански племић из породице Испахбудан, који је служио као спахбед ("начелник војске") Адурбадагана и Хорасана током владавине Боран (в. 631–632) и Јаздегерда III (в. 632–651). Ростам се памти као историјска личност, лик из персијске епске песме Шахнамех и као камен темељац већине иранских националиста.

## Позадина
Ростам је био члан Куће Испахбудана, једног од седам парћанских кланова; његов отац је био Фарух Хормизд, спахбед Адурбадагана и Хорасана, који је био син Виндујиа, који је служио као благајник и службеник на почетку владавине Хозроја II (в. 591–628), док није убијен 591. или 594/5 потоњи, који је желео да се ослободи свог утицаја. Вистам, који је био брат Виндујиха и спахбеда Хорасана, такође је био мета Хозроја II, али је успео да побегне на исток, где је започео побуну, која је обухватала већи део царства, и која је трајала од 590 / 1–596 или 594 / 5–600. Ростам је имао брата по имену Фарухзад, који је био активан у Ктесифону где је уживао занчајан статус, наводно као фаворит Хозроја II. Иако се чини да је наследна домовина Испахбудана била Хорасан, породица је током дугог времена владала северном покрајином Адурбадаган. Стога је назначено да је Ростам рођен у Јерменији, Адурбадагану, Хамадану или Рају.

## Биографија

### Рат са Византијцима и свргавање Хозроја II
Током касне фазе Византијско-сасанидског рата 602-628, Ростам и Фарук Хормизд су се побунили против Хозроја II у Адурбадагану, дозвољавајући византијском цару Ираклију да уђе у покрајину, где је опустошио неколико градова, укључујући храм Адур Гушнасп.
Године 628. феудалне породице Ирана су се потајно побуниле против Хозроја II; Хозројев син Широје је брзо пуштен од стране феудалних породица, међу којима је био и члан породице Испахбудан Фарук Хормизд; огранак породице Михран који представљао Шахрбараз; јерменски фракција коју представљао Варазтирот II Багратуни; и Канарангијанову породицу коју је представљао Канадбак. У фебруару, Шерое, је заједно са Аспадом Гушнаспом, заузео Ктесифон и утамничио Хозроја. Шерое се тада 25. фебруара прогласио за краља царства, преузевши династичко име "Кавад II". Кавад је потом наредио свом везиру (вузург фрамадар) Пирузу Хозроју да погуби сву његову браћу и полубраћу, укључујући Хозројевог омиљеног сина и наследника Марданшаха. Три дана касније, Кавад је наредио Михру Хормозду да погуби оца. Уз сагласност племића из Сасанидског царства, Кавад II се затим помирио с Ираклијем. Затим је узео сва имања Фарухзада и ухапсио га у Естахр-у.

### Сасанидски грађански рат 628-632
Након губитка територије потребне за постизање мировног споразума, Фарук Хормизд, је заједно са Ростамом и Фарухзадом, формирао независну државу унутар северног дела Сасанидског царства, која је постала позната као Пахлавска (партијска) фракција. Пируз Хозрое је такође формирао независну државу у јужном Ирану, која је постала позната као Парсиг (персијска) фракција. Ово је поделило ресурсе земље што је резултирало разорном кугом у западним провинцијама Ирана, убивши половину становништва заједно са Кавадом II кога је наследио његов осмогодишњи син Ардашир III.
За време владавине сасанидске краљице по имену Азармидохт, Фарук Хормизд, како би се удружио с Парсиговом фракцијом, и легитимизовао своју моћ, затражио је од Азармидохте да се уда за њега. Не усуђујући се да га одбије, Азармидохта га је убила уз помоћ Михранида племенитог Сијавахш-а, унука Бахрама Чобина, чувеног спахдера и кратко вереме шаханшаха. Након смрти Фарука Хормизда, Ростам је постао нови спахбед Адурбадагана и Хорасана. Ростам, који је био у Хорасану у време смрти свога оца, марширао је у Ктесифон и осветио свог оца тако што је убио Азармидохте. Потом је Ростам вратио њену сестру Боран на трон, који се касније састао са Пахлавовом и Парсиговом фракцијом, где су се обе фракције сложиле да раде заједно. Пируз је, међутим, касније задавио саму Боран. Тиме је окончана сарадња Парсиг-Пахлав и настављена њихова непријатељства. Ростам и Пируз су, међутим, били угрожени од својих људи, и сложили су се да поново заједно раде и крунисали Јаздегерда III, унука Хозроја II, за новог краља царства.

### Арапска инвазија на Сасанидско царство
Током овог периода велика експанзија арапско-муслиманских војски полако је продирала кроз сасанидске југозападне границе под калифом Омар ибн ел Хатабом. Персијанци су више пута блокирали то напредовање а 634. калифова војска је претрпела наизглед одлучујући пораз у Бици на мосту. Сасанидски генерал Бахман Џадуја, је међутим, добио налог од Ростама да се врати у Ктесифон како би угушио побуну у свом главном граду. Снаге калифа Омара су се повукле, да би три године касније покренуле успешан напад.
Године 636. Јаздегерд III је наредио Ростаму Фарохзаду да покори муслиманске Арапе који су нападали Иран, а затим му је рекао: "Данас сте [најистакнутији] човек међу Иранцима. Видите да се народ Ирана није суочио са оваквом ситуацијом од породице Ардашира од које сам преузео државу и ступио на власт." Јаздегерд је тада рекао: "Арапи и њихови подухвати откако су логоровали код Кадисија и ... оно што су Иранци претрпели у њиховим рукама."
Тада је Ростам одговорио да су Арапи "чопор вукова, који падају на безазлене пастире и уништавају их."
Међутим, Јаздегерд се онда посвађао с њим и рекао: "То није тако. Ја вам постављам питање у очекивању да ћете их јасно описати и да ћу онда моћи да вас ојачам како бисте могли да поступате у складу са [стварном ситуацијом]. Али ти ниси рекао праву ствар. " Јаздегерд је затим упоредио Арапе са орлом који је гледао на планину где се птице скривају ноћу и остају у својим гнездима у подножју, а ујутро су птице препознале да их орао похватао. Кад год би се птица одвојила од осталих, орао би је зграбио. Када су га птице виделе [радећи ово], нису полетеле из страха ... Ако би одједном скинуле, одбиле би га. Најгора ствар која би им се могла догодити била би када би све побегле осим једне. Али ако је свака група деловала редом и полетела одвојено, сви би погинули. То је била сличност између њих и Иранаца. "
Ростам се, међутим, није сложио са Јаздегердом и онда му је рекао: "О краљу, допусти ми да се понашам на свој начин. Арапи се и даље плаше Иранаца све док их не изазовеш против мене. Треба се надати да ће моја срећа трајати и да ће нас Бог спасити невоље." Тада је Ростам рекао: "Требало би да употребимо право лукавство", инсистирао је. "У рату, стрпљење је супериорније од журбе, а редослед дана је сада стрпљење. Борити се са једну војском за другом је боље од једног [и укупног] пораза и такође је теже за нашег непријатеља. ”Јаздегерд је, међутим, био премлад и тврдоглав да би слушао Ростама.
Пре него што су се муслимански Арапи и Сасаниди укључили у битку, Ростам је покушао да преговара са Арапима. Зато им је послао писмо у којем је писало:
| „ | "У присуству чистог Господара света, ми не можемо стајати без страха и поштовања, јер се кроз њега небеса окрећу и сва његова власт је правда и милосрђе. Нека буду благослови од њега на владара који је украс његове круне, престола и печата, који својим Фаром држи Ахримана [дух зла] опчињеног, господара мача и узвишене круне. Дошло је до овог жалосног одушка и нема сврхе да се ова тешка ствар, ова борба, деси. Реци ми ово, ко је твој краљ? Какав си ти човек и која је твоја религија и начин живота? Над ким ви желите да однесете победу, голи заповедниче голе војске? Са хлебом сте задовољни, али остајете гладни. Немате ни слонова, ни платформи, ни пртљага ни опреме. Само постојање у Ирану било би довољно за вас, јер круна и прстен припадају другом, оном који поседује слонове и благо, Фар и узвишени чин. Његови преци од претка до претка сви су били познати краљеви. Када је видљив, нема неба на небу. На земљи нема владара његовог стаса. Када се насмеје на гозби са отвореним уснама и зубима који сијају попут сребра, он одаје оно што је откупнина арапског поглавара без икаквог губитка за своју ризницу. Његови пси, пантери и соколови бројали су дванаест хиљада, сви су били златни са златним звонима и минђушама. Из исхране сачињене од камилиног млека и гуштера Арапи су дошли тако далеко да су тежили Кајанијанском трону. Зар нема срамоте у твојим очима? Да ли осећање и част не леже на путу ваше мудрости? Са лицем као што је ваше, таквим рођењем, таквим осећањима и духом, да ли тежите таквој круни и таквом престолу? Ако желите да поседујете неки део света, нећете тврдити да сте претерали. Пошаљите нам неког човека који ће говорити за вас, некога искусног, ратника са доста разумевања, неког од ваше врсте који нам може рећи која је ваша религија и ко је ваш водич на краљевском трону. Послаћу кавалиру Шаху тражећи од њега да вам пружи оно што желите. И сада не покушавајте да ратујете против тако великог владаром, јер је у његовим рукам лежи исход. Добро пратите садржај његовог писма испуњеног добрим саветом; не везуј очи и уши мудрости. " | ” |

Након што су прочитали писмо, Арапи су учинили оно што је Ростам питао и послали човека по имену Зухра. Међутим, преговори с њим нису добро прошли, због чега је Ростам тражио другог гласника, и тако је послан човек по имену Мугира ибн Шубах. Ростам је тада рекао Мугири: "Ми смо чврсто утемељени на земљи, победници над нашим непријатељима, и племенити међу народима. Ниједан од краљева нема нашу моћ, част, власт." Док је Ростам говорио, Мугира га је прекинуо и рекао: "Ако вам је потребна наша заштита, онда будите наш роб, и плаћајте порез из руке док сте понижени; иначе је то мач." Осетивши се јако уврђеним и љутим, Ростам је запретио Мугираху и рекао: "Зора се неће спустити сутра пре него што вас све побијем".
Док се припремао да се суочи са арапском војском, Ростам је написао писмо свом брату Фарухзаду, рекавши му да окупи војску, а затим оде у Азербејџан где треба да се моли за њега. Ростам је такође подсетио Фарухзада да је Јаздегерд III једини легитимни владар над Сасанидима који је преостао. Ростам је затим кренуо из Ктесифона командујући над великим сасанидским снагама да се суочи са арапско-муслиманском војском калифа Омара на западној обали Еуфрата на равници Кадисија, сада напуштеног града у јужној Месопотамији, југозападно од јужне земље Хила и ел-Куфе у Ираку.

### Смрт
Током последњег дана битке, појавила се тешка пешчана олуја са којом се суочила сасандска војска. Ростам је користио камилу натоварену оружјем као склониште како би се заклонио од олује. Не знајући да стоји иза Ростама, Хилал ибн Улафа случајно је одсекао појас терета којим је терет био причвршћен на камили. Оружје је пало на Ростама и сломило му леђа, оставивши га полумртвог и парализованог. Хилал је одрубио главу Ростаму и викнуо: "Кунем се Богом Каабе да сам убио Ростама." Шокирани одсеченом главом њиховог легендарног вође који им је висила пред очима, сасанидски војници су били деморализовани, а заповедници су изгубили контролу над војском. Многи сассанидски војници били су убијени у хаосу, а неки су побегли кроз реку и коначно се остатак војске предао.

### Последице
Пораз Ростамове војске јако је деморализовао људе из Сасанидског царства. Ускоро, након смрти Ростама, убијено је много више сасанидских ветерана, међу којима су били: Пируз Хозроје, Шахрвараз Џадуји, Марданшах 642, и Сијавахш и Мута од Дајлама 643. године. Године 651. Јаздегерд III је убијен од стране Махуј Сури, а Арапи су убрзо освојили Хорасан.

## Личност и квалитети
Шахнамех га описује као: "Снажан, ратоборан и онај који је био освајач. Он је био бројач звезда, велике перцепције; и дубоко је слушао оно што су његови саветници саветовали."
Кристенсен га описује као: "Човека обдареног изузетном енергијом, добарог администратора и добарог генерала".

## Породично стабло
|        |        |        |        |        |        |  |  |                 |                 |                 |                 |                 |                 |               |               |               |               |           |           |           |           |        |        |        |        |        |        |        |        |        |        |         |         |         |         |         |         |         |         |  |  |  |  |  |  |  |  |  |  |  |  |  |  |
|        |        |        |        |        |        |  |  |                 |                 |                 |                 |                 |                 |               |               |               |               |           |           | Бави      |           |        |        |        |        |        |        |        |        |        |        |         |         |         |         |         |         |         |         |  |  |  |  |  |  |  |  |  |  |  |  |  |  |
|        |        |        |        |        |        |  |  |                 |                 |                 |                 |                 |                 |               |               |               |               |           |           |           |           |        |        |        |        |        |        |        |        |        |        |         |         |         |         |         |         |         |         |  |  |  |  |  |  |  |  |  |  |  |  |  |  |
|        |        |        |        |        |        |  |  |                 |                 |                 |                 |                 |                 |               |               |               |               |           |           | Шапур     |           |        |        |        |        |        |        |        |        |        |        |         |         |         |         |         |         |         |         |  |  |  |  |  |  |  |  |  |  |  |  |  |  |
|        |        |        |        |        |        |  |  |                 |                 |                 |                 |                 |                 |               |               |               |               |           |           |           |           |        |        |        |        |        |        |        |        |        |        |         |         |         |         |         |         |         |         |  |  |  |  |  |  |  |  |  |  |  |  |  |  |
|        |        |        |        |        |        |  |  |                 |                 |                 |                 |                 |                 |               |               |               |               |           |           |           |           |        |        |        |        |        |        |        |        |        |        |         |         |         |         |         |         |         |         |  |  |  |  |  |  |  |  |  |  |  |  |  |  |
|        |        |        |        |        |        |  |  |                 |                 |                 |                 | Виндуји         | Виндуји         | Виндуји       | Виндуји       | Виндуји       | Виндуји       |           |           |           |           |        |        |        |        |        |        | Вистам | Вистам | Вистам | Вистам | Вистам  | Вистам  |         |         |         |         |         |         |  |  |  |  |  |  |  |  |  |  |  |  |  |  |
|        |        |        |        |        |        |  |  |                 |                 |                 |                 | Виндуји         | Виндуји         | Виндуји       | Виндуји       | Виндуји       | Виндуји       |           |           |           |           |        |        |        |        |        |        | Вистам | Вистам | Вистам | Вистам | Вистам  | Вистам  |         |         |         |         |         |         |  |  |  |  |  |  |  |  |  |  |  |  |  |  |
|        |        |        |        |        |        |  |  |                 |                 |                 |                 |                 |                 |               |               |               |               |           |           |           |           |        |        |        |        |        |        |        |        |        |        |         |         |         |         |         |         |         |         |  |  |  |  |  |  |  |  |  |  |  |  |  |  |
|        |        |        |        |        |        |  |  |                 |                 |                 |                 |                 |                 |               |               |               |               |           |           |           |           |        |        |        |        |        |        |        |        |        |        |         |         |         |         |         |         |         |         |  |  |  |  |  |  |  |  |  |  |  |  |  |  |
|        |        |        |        |        |        |  |  |                 |                 |                 |                 | Фарух Хормизд   | Фарух Хормизд   | Фарух Хормизд | Фарух Хормизд | Фарух Хормизд | Фарух Хормизд |           |           |           |           | Тируји | Тируји | Тируји | Тируји | Тируји | Тируји |        |        |        |        |         |         | Виндуји | Виндуји | Виндуји | Виндуји | Виндуји | Виндуји |  |  |  |  |  |  |  |  |  |  |  |  |  |  |
|        |        |        |        |        |        |  |  |                 |                 |                 |                 | Фарух Хормизд   | Фарух Хормизд   | Фарух Хормизд | Фарух Хормизд | Фарух Хормизд | Фарух Хормизд |           |           |           |           | Тируји | Тируји | Тируји | Тируји | Тируји | Тируји |        |        |        |        |         |         | Виндуји | Виндуји | Виндуји | Виндуји | Виндуји | Виндуји |  |  |  |  |  |  |  |  |  |  |  |  |  |  |
|        |        |        |        |        |        |  |  |                 |                 |                 |                 |                 |                 |               |               |               |               |           |           |           |           |        |        |        |        |        |        |        |        |        |        |         |         |         |         |         |         |         |         |  |  |  |  |  |  |  |  |  |  |  |  |  |  |
|        |        |        |        |        |        |  |  |                 |                 |                 |                 |                 |                 |               |               |               |               |           |           |           |           |        |        |        |        |        |        |        |        |        |        |         |         |         |         |         |         |         |         |  |  |  |  |  |  |  |  |  |  |  |  |  |  |
|        |        |        |        |        |        |  |  | Ростам Фарохзад | Ростам Фарохзад | Ростам Фарохзад | Ростам Фарохзад | Ростам Фарохзад | Ростам Фарохзад |               |               | Фарухзад      | Фарухзад      | Фарухзад  | Фарухзад  | Фарухзад  | Фарухзад  |        |        |        |        |        |        |        |        |        |        |         |         |         |         |         |         |         |         |  |  |  |  |  |  |  |  |  |  |  |  |  |  |
|        |        |        |        |        |        |  |  | Ростам Фарохзад | Ростам Фарохзад | Ростам Фарохзад | Ростам Фарохзад | Ростам Фарохзад | Ростам Фарохзад |               |               | Фарухзад      | Фарухзад      | Фарухзад  | Фарухзад  | Фарухзад  | Фарухзад  |        |        |        |        |        |        |        |        |        |        |         |         |         |         |         |         |         |         |  |  |  |  |  |  |  |  |  |  |  |  |  |  |
|        |        |        |        |        |        |  |  |                 |                 |                 |                 |                 |                 |               |               |               |               |           |           |           |           |        |        |        |        |        |        |        |        |        |        |         |         |         |         |         |         |         |         |  |  |  |  |  |  |  |  |  |  |  |  |  |  |
|        |        |        |        |        |        |  |  |                 |                 |                 |                 |                 |                 |               |               |               |               |           |           |           |           |        |        |        |        |        |        |        |        |        |        |         |         |         |         |         |         |         |         |  |  |  |  |  |  |  |  |  |  |  |  |  |  |
| Шахрам | Шахрам | Шахрам | Шахрам | Шахрам | Шахрам |  |  | Сурхаб I        | Сурхаб I        | Сурхаб I        | Сурхаб I        | Сурхаб I        | Сурхаб I        |               |               | Исфандјад     | Исфандјад     | Исфандјад | Исфандјад | Исфандјад | Исфандјад |        |        | Бахрам | Бахрам | Бахрам | Бахрам | Бахрам | Бахрам |        |        | Фарухан | Фарухан | Фарухан | Фарухан | Фарухан | Фарухан |         |         |  |  |  |  |  |  |  |  |  |  |  |  |  |  |